# Ba người cha
Ba người cha (tiếng Hàn: 아빠셋 엄마하나; Hanja: 三個爸爸一個媽; tiếng Anh: One Mom and Three Dads) là bộ phim truyền hình Hàn Quốc được phát sóng trên đài KBS2 từ ngày 4 tháng 4 năm 2008. Bộ phim có sự góp mặt của các diễn viên nổi tiếng như Eugene, Jo Hyun-jae, Shin Sung-rok và Jae Hee.

## Nội dung
Song Na-young và chồng là Jung Sung-min, cả hai đều rất muốn có một đứa con. Tuy nhiên, Sung-min được bác sĩ chẩn đoán là mắc bệnh không có tinh trùng. Không cho Na-young biết, Sung-min đã nhờ ba người bạn thân của mình hiến tinh trùng để giúp cô thực hiện ước mơ được làm mẹ của mình. Không bao lâu sau, Na-young được thông báo là đã có thai. Niềm vui chưa được bao lâu thì một tai nạn xe hơi đã cướp đi sinh mạng của Sung-min, chôn vùi đi bí mật giữa anh và những người bạn. Na-young sinh con với hy vọng đứa bé sẽ là đầu dây duy nhất kết nối tình cảm giữa hai vợ chồng, mà không hề biết rằng cha ruột của đứa bé có thể là Han Soo-hyun, Choi Kwang-hee hay Na Hwang Kyung-tae - những người bạn thân của Sung-min.

## Diễn viên

### Diễn viên chính
- Eugene vai Song Na-young
- Jo Hyun-jae vai Han Soo-hyun
- Jae Hee vai Choi Kwang-hee
- Shin Sung-rok vai Na Hwang Kyung-tae
- Kim Bin-woo vai Park Seo-yeon
- Joo Sang-wook vai Jung Chan-young

### Diễn viên phụ
- Yoon Sang-hyun vai Jung Sung-min
- Jang Young-nam vai Noh Hee-sook
- Ko Do-young vai Jang Joo-mi
- Jeon So-min vai Nam Jong-hee (22 tuổi) - cảnh sát
- Lee Hui-ho vai Song Mong-chan (cha của Na-young)
- Park Chil-yong vai Han Bong-soo (cha của Soo-hyun)
- Jang Jung-hee vai Lee Jin-nyu (mẹ của Kwang-hee)
- Yang Hee-kyung vai Hwang Soon-ja (mẹ của Kyung-tae)
- Kim Jin-tae vai Park Dae-suk (cha của Seo-yeon)
- Kim Ki-hyun vai Chủ tịch Jung (cha của Chan-young)

## Nhà sản xuất
- Kịch bản: Jo Myung-joo
- Sản xuất: Lee Jae-sang

## Phát sóng ở nước ngoài
- Philippines: Phim đã được phát sóng trên đài ABS-CBN của Philippines vào ngày 9 tháng 9 năm 2008 với nhan đề Three Dads With One Mommy. Tên của các nhân vật đều được dịch sang tiếng Anh để tiện cho việc phát âm: Lisette (Na Young), Jake (Soo Hyun), Jayden (Kwang Hee), Ariel (Kyung Tae) và Justin (Sung Min). Bộ phim cũng được phát lại trên đài Studio 23 của Philippines vào ngày 17 tháng 8, năm 2009.
- Việt Nam: Bộ phim đã được mua bản quyền và phát sóng lần đầu tiên trên kênh HTV2 từ ngày 20 tháng 11 năm 2008.